# برنارد فارسی
برنارد فارسِی (فرانسوی: Bernard Farcy‎؛ زادهٔ ۲ فوریهٔ ۱۹۴۹) بازیگر اهل کشور فرانسه است. عمده شهرت وی به خاطر بازی در سری فیلم‌های «تاکسی» است.

## گزیدهٔ نقش‌آفرینی‌ها
- تاکسی - ۱۹۹۸
- تاکسی ۲ - ۲۰۰۲
- تاکسی ۳ - ۲۰۰۳
- ایزنوگود ۲۰۰۵
- شارل کبیر - ۲۰۰۶
- تاکسی ۴ - ۲۰۰۷
- تاکسی ۵ - ۲۰۱۸